# Bank of China (Hong Kong)
El Bank of China (Hong Kong), cuyo nombre oficial es Bank of China (Hong Kong) Limited ("BOCHK", chino tradicional: 中國銀行(香港)有限公司) es un banco comercial, el segundo más importante de Hong Kong en términos de activos y depósitos.
Fue fundado el 1 de octubre de 2001 producto de la fusión de doce instituciones subsidiarias y asociadas al Bank of China en Hong Kong, comenzando a transar sus títulos en la Bolsa de Hong Kong en octubre de 2002. Hacia fines de 2003, el banco contaba con 763 miles de millones de dólares de Hong Kong en activos e informaba utilidades netas de 8 mil millones de igual moneda en ese mismo año.
Es uno de los tres bancos que puede emitir billetes de la moneda local.[cita requerida] Además es uno de los fundadores y operadores del sistema de cajeros automáticos JETCO y es el operador principal de las operaciones de compensación que requieren las transacciones efectuadas en renminbi, la moneda de China continental.
El Bank of China (Hong Kong) es una institución distinta y legalmente autónoma del Bank of China, aunque colaboran en diversos ámbitos, tales como la venta de títulos y servicios de seguros del Banco de China. Además comparten la sede del primero.

## Historia

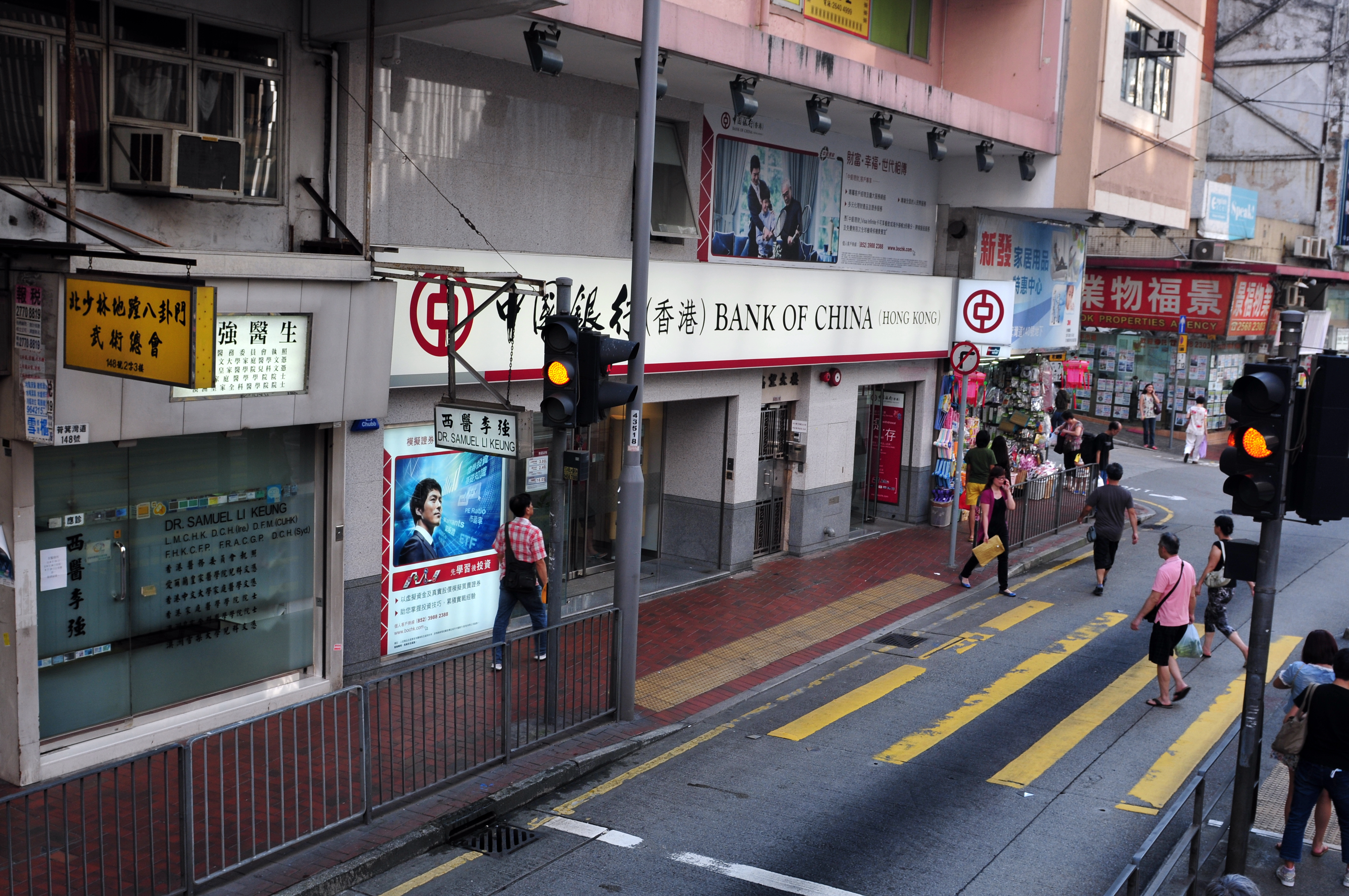
Una sucursal del banco en Hong Kong.

### Reestructuración y creación del Bank of China (Hong Kong)
El Bank of China Group comenzó a reestructurar todas sus operaciones en 1998 en previsión de una oferta pública de venta a fin de fusionar los bancos chinos existentes en Hong Kong. El Bank of China procedió a adquirir todas las acciones que se encontraran en manos de accionistas minoritarios. Los planes de reestructuración fueron formalmente aprobados por el Banco del Pueblo Chino (equivalente al Banco Central) y fueron puestos en práctica en enero de 2001
La fusión y reestructuración contemplaba que todas las operaciones de los bancos chinos en Hong Kong fueran puestas a cargo del Po Sang Bank, el que fue rebautizado con el nombre Bank of China (Hong Kong) Limited. Fue necesaria una reforma legal para completar la operación, dado que la ley hongkonesa no contemplaba el mecanismo utilizado para esta fusión, conocido como "pooling of interests" en Estados Unidos. La Cámara Legislativa de Hong Kong aprobó la Ordenanza de fusión del Bank of China (Hong Kong) Limited en julio de 2001, quedando completa la fusión en el mes de octubre del mismo año.